# Пиг'я-Таллінн
Пиг'я-Таллінн (ест. Põhja-Tallinn, дослівно Північний Таллінн) — частина міста Таллінна. Як і центральна частина міста Кесклінн, ця частина міста і за своєю архітектурою, і за соціальною різноманітністю є досить строкатою.

## Географія
На цей район, розташований в основному на півостровах (Пальяссааре і Коплі), припадає 45 % морської межі Таллінна. Тому в цій частині міста кілька портів.
Багато тут і прибережних зон відпочинку, які, однак, потребують упорядкування і забудови. У той же час, є й чимало старих промислових підприємств, а також будівель і територій, що належали колись радянським збройним силам. Знайти нові перспективи їх використання — ось один із напрямків розвитку цієї частини міста.
Міщан станом на 01.04.2014 — 58 385 чоловік.

## Мікрорайони
У складі цієї частини міста 8 мікрорайонів: одне з найстаріших поселень Таллінна - Каламая з його одно- і двоповерховими дерев'яними будинками, забудований у пізніший час Пельгулінн, одно-двоповерховий Сітсі, лісовий Меріметса, пляжний Пальяссааре, одно-
п'ятиповерховий Карьямаа, привокзальний Кельмікюла, портовий Коплі і чотири-п'ятиповерховий Пельгуранна (Пельгуранд, Рандл).

## Опис
На території району знаходяться: Ліннагалл, Батарейна в'язниця що стала музеєм (Таллінська центральна в'язниця), ангари водних літаків, природоохоронна зона Пальяссааре, парки Коплі і Калама, пляжі Штромка, Пікакарі і Каларанд.
У цій частині міста за радянських часів перебувало декілька великих промислових підприємств (завод «Вольта», машинобудівний завод імені Лаурістіна, комбінат «Балтійська мануфактура», завод «Арсенал» тощо)
В районі працює три ринки: великий «Балті-Яама-Тург» («Вокзальний ринок»), невеличкий «Сітсі-Маркет» і рибний ринок «Калатург». У будівлях колишнього заводу «Арсенал» створено торговий центр "Arsenal". Кінотеатрів на початок 2020-х у районі немає.
Станом на 2008 рік в районі налічувалося 125 вулиць загальною довжиною 74 км; 20 дошкільних установ; 11 загальноосвітніх шкіл; одна професійна школа; 11 портів.
Заклади культури та дозвілля у районі: Народний дім Пельгулінна, Культурний центр «Салма», «Завод культури» (Kultuuritehas), молодіжний будинок Коплі, база спорту та відпочинку Піїрі, товариство «Коплі».
Районна управа щомісяця видає безкоштовну газету "Põhja-Tallinna Sõnumid".

## Пам'ятки

### Морський музей у Леннусадам
Музей знаходиться на півночі мікрорайону Каламая, на території порту Леннусадам. Відкрився 12 травня 2012 року у відреставрованих ангарах для гідропланів. У музеї представлені як найперші плавальні машини (хоча «машинами» їх назвати досить важко), так і новітні кораблі. Одним з найпримітніших експонатів музею є підводний човен Лембіт, яку можна оглянути як зовні, так і зсередини. Є безліч розваг для дітей: можна «політати» на каруселі-літаку, пограти з кораблем на дистанційному управлінні, «постріляти»; в порту можна покататися на шхуні (за плату). Там же стоїть на приколі криголам «Суур-Тилл», а також деяка військова техніка.

### Музей колишньої в'язниці Патара
На півночі Каламая розташовано музей колишньої в'язниці Патара (Батарейної). Фортеця була побудована за наказом Миколи I в 1828 році. З 1867 по 1920 роки була казармою, далі до 2007 року була в'язницею. Зараз є музеєм. Проводяться екскурсії на кількох мовах

### Центр мистецтв "Каї"
Знаходиться в кварталі Ноблесснер, на березі Талліннської затоки. У колишньому цеху заводу підводних човнів проводяться виставки, демонструються художні та документальні фільми.

### Fotografiska Tallinn
Філія стокгольмського центру мистецтва фотографії. Розташована у Творчому містечку «Теллісківі». Постійної експозиції немає, виставки регулярно оновлюються. Тут також проводяться майстер-класи і зустрічі з фотохудожниками, працюють кав'ярні, крамниці сувенірів і на останньому поверсі музею - безвідходний ресторан, з якого відкривається чудова панорама міста.

### Пізнавальний центр «Енергія»
Розташований у приміщеннях колишньої електростанції, якій понад 100 років. Тут проводяться унікальні для Північної Європи щоденні вистави за демонстрацією блискавок і ефектів статичної електрики, є понад сто інтерактивних експонатів і єдиний в Таллінні планетарій, де демонструються зняті на місці науково-популярні фільми.

### Фабрика винаходів PROTO
Працює в історичному ливарному цеху заводу Ноблесснер. Об'єднує віртуальну реальність, науку і світ фантазій; за допомогою VR-
окулярів демонструються різні фізичні явища і наукові відкриття. Для наймолодших відвідувачів відкрито дитячий куточок з розвиваючими «розумними» розвагами.

### Пляж і пташиний заповідник Пальясааре
Пляж Пікакарі. Є дитячий ігровий майданчик та ятки харчування. Поруч розташований мішаний ліс. Там знаходиться пташиний заповідник. Є спостережні вежі.

## Галерея зображень

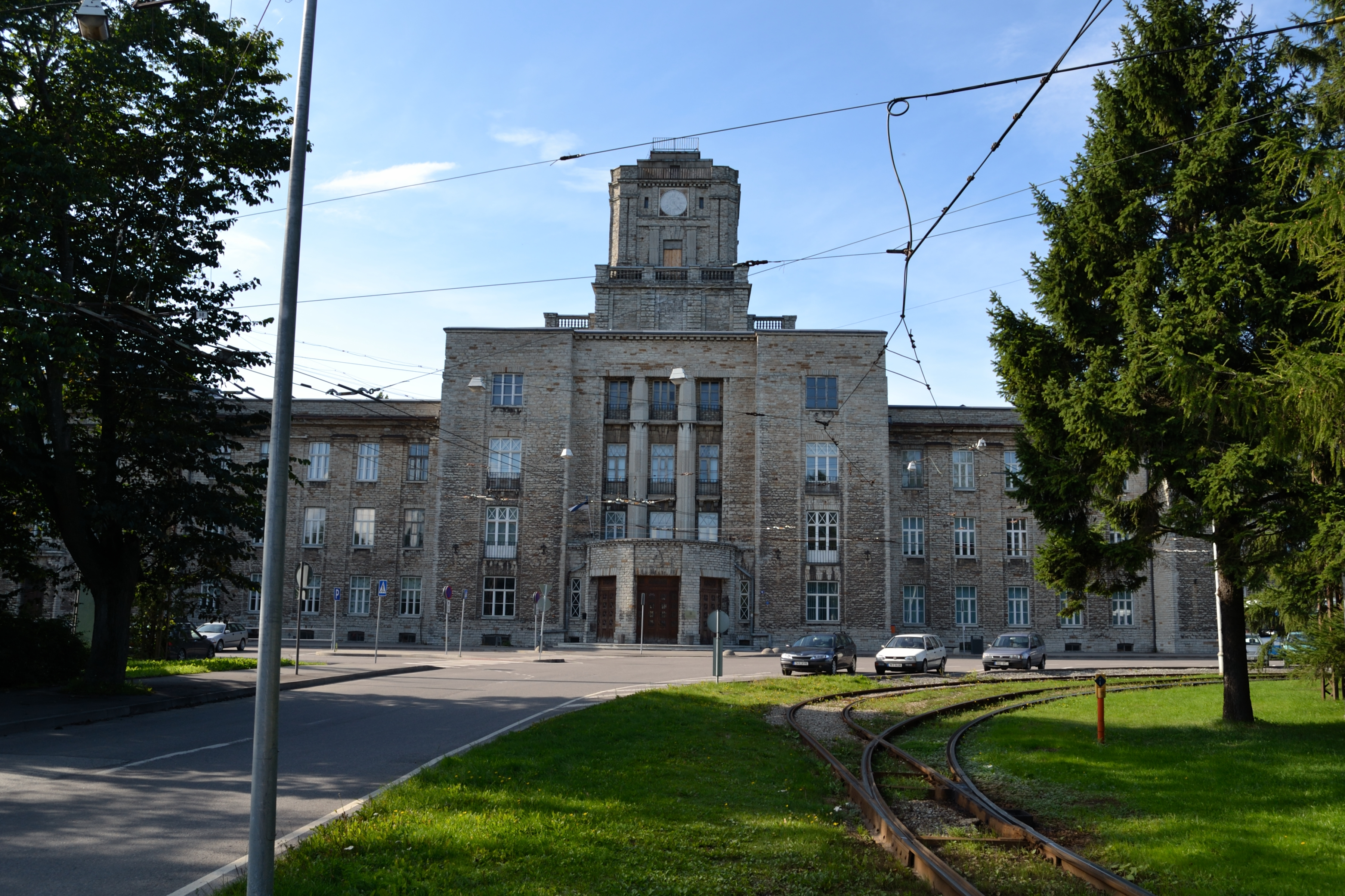
Колишня адміністративна будівля Російсько-Балтійського заводу в Коплі, нині використовується Естонською морською академією.
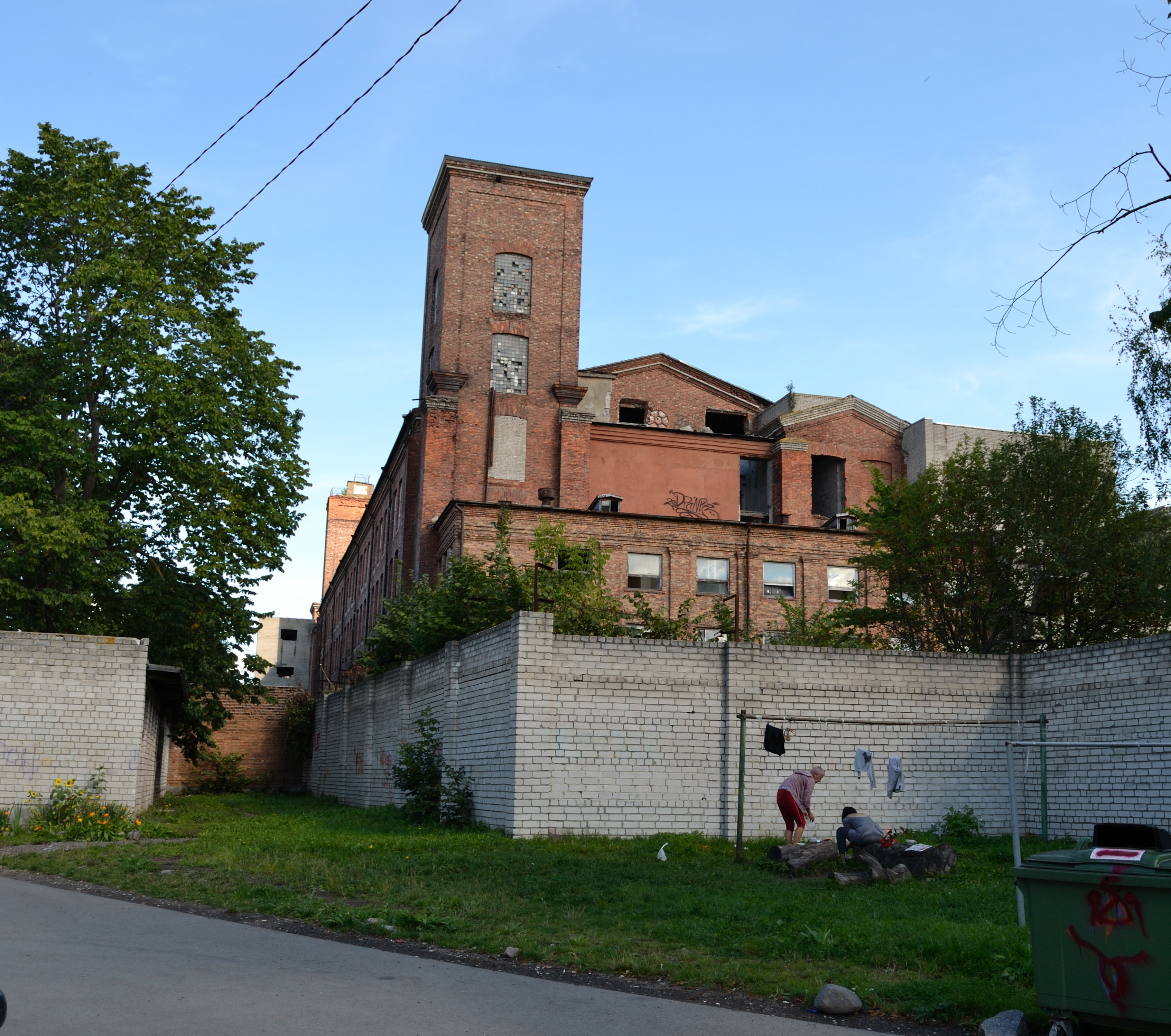
Колишня будівля Балтійського завод бавовни у Сітсі.
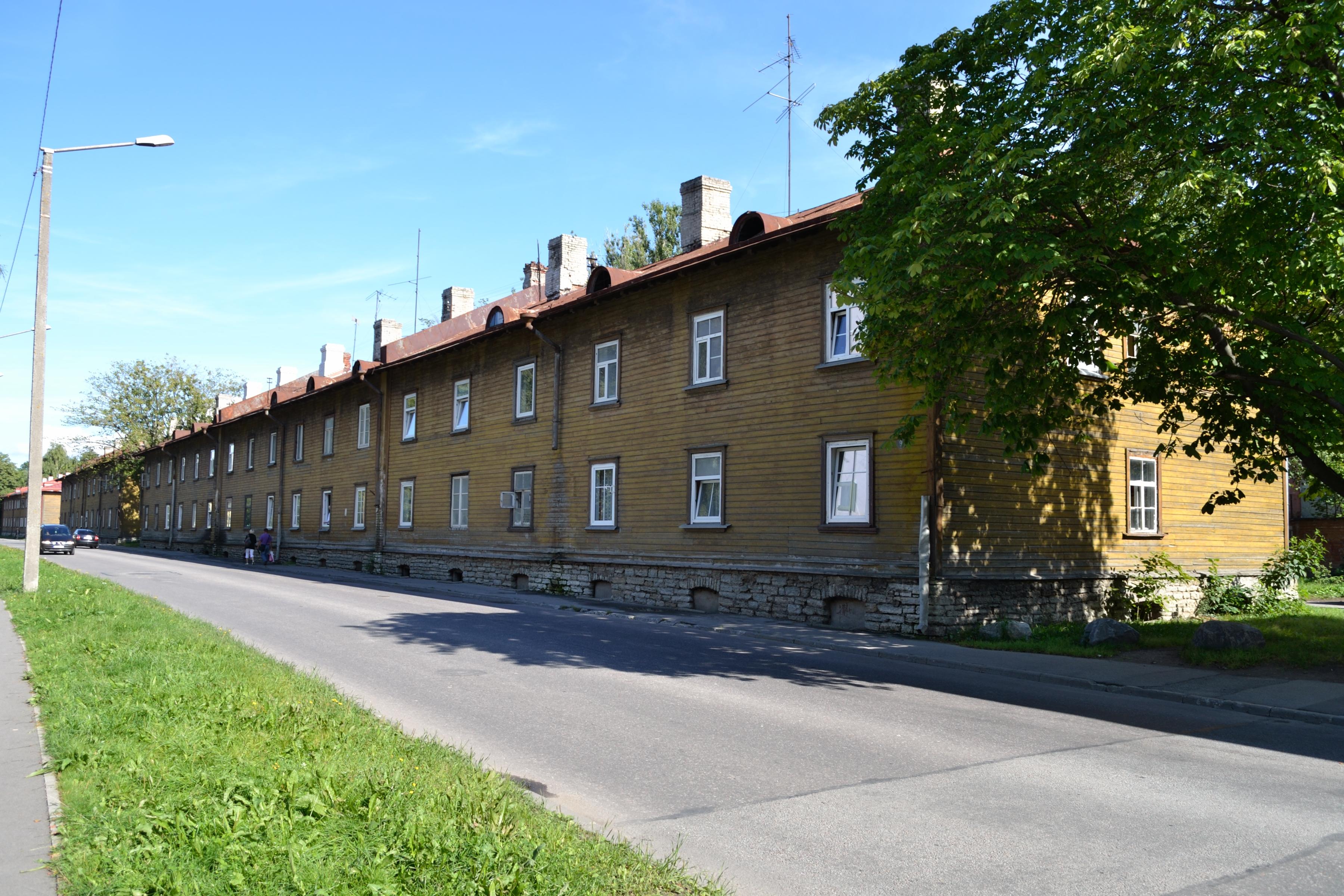
Будинки робітників Балтійського бавовняного комбінату.
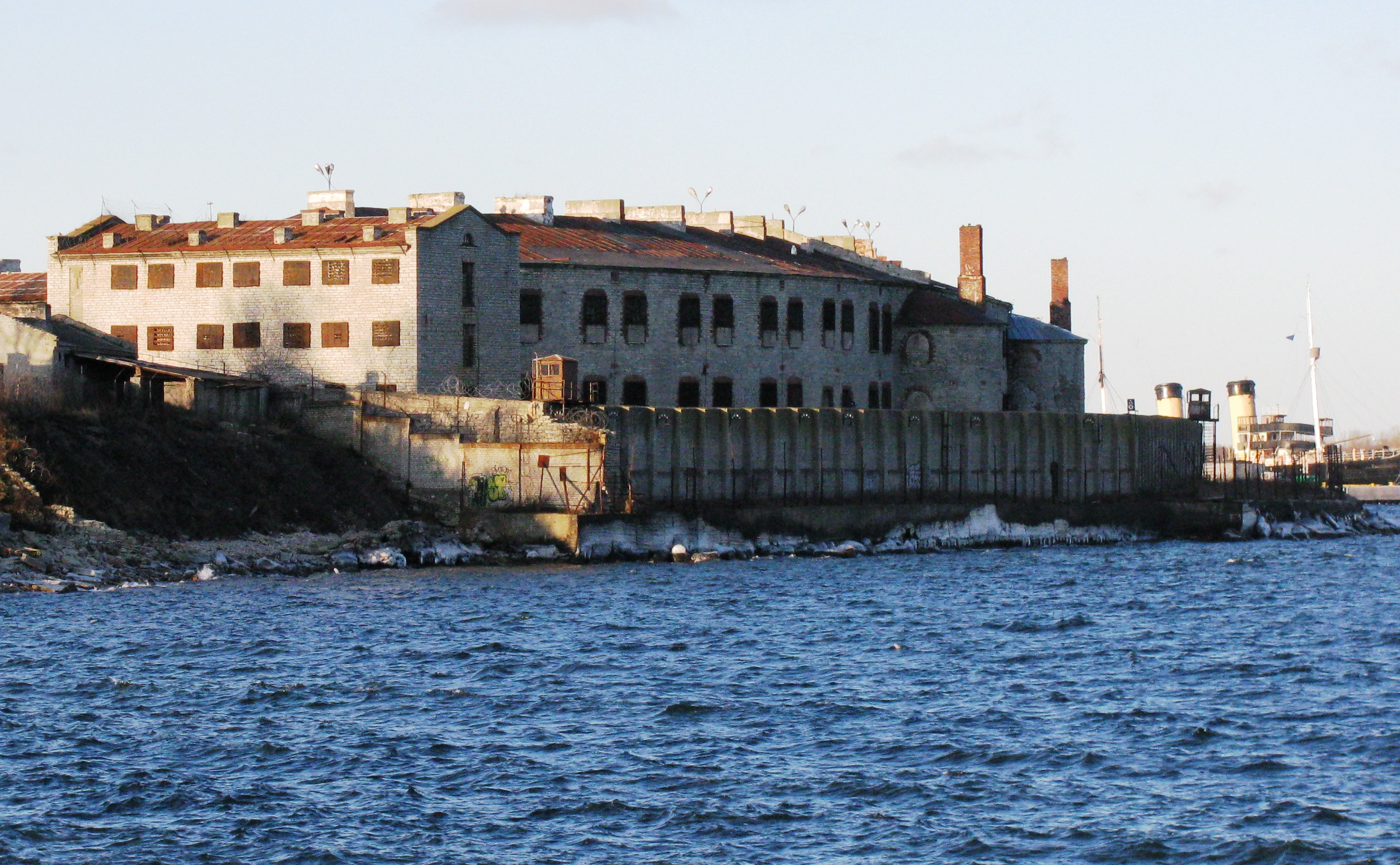
Колишня в'язниця у Каламаї.
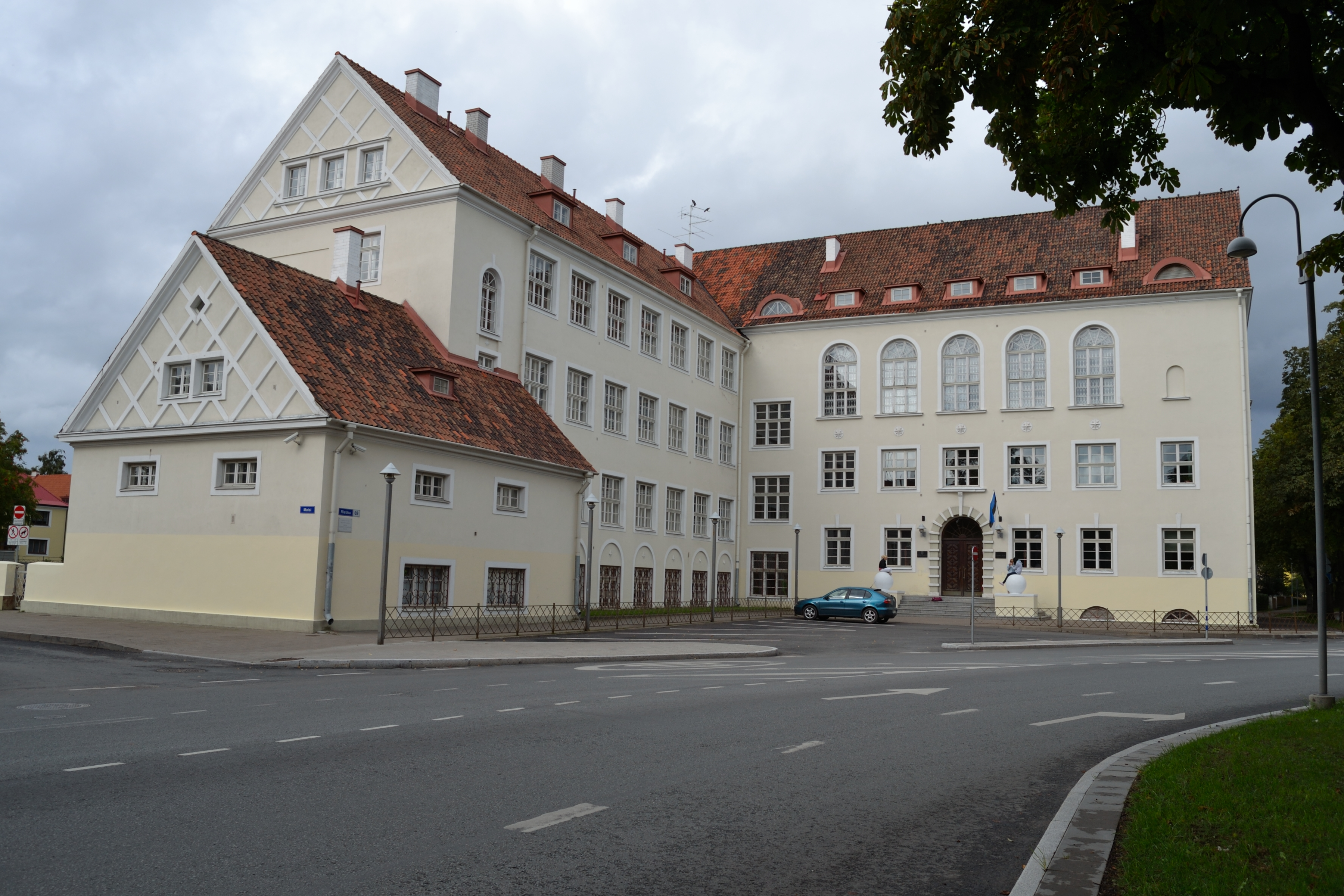
Школа в Пельгуліні.
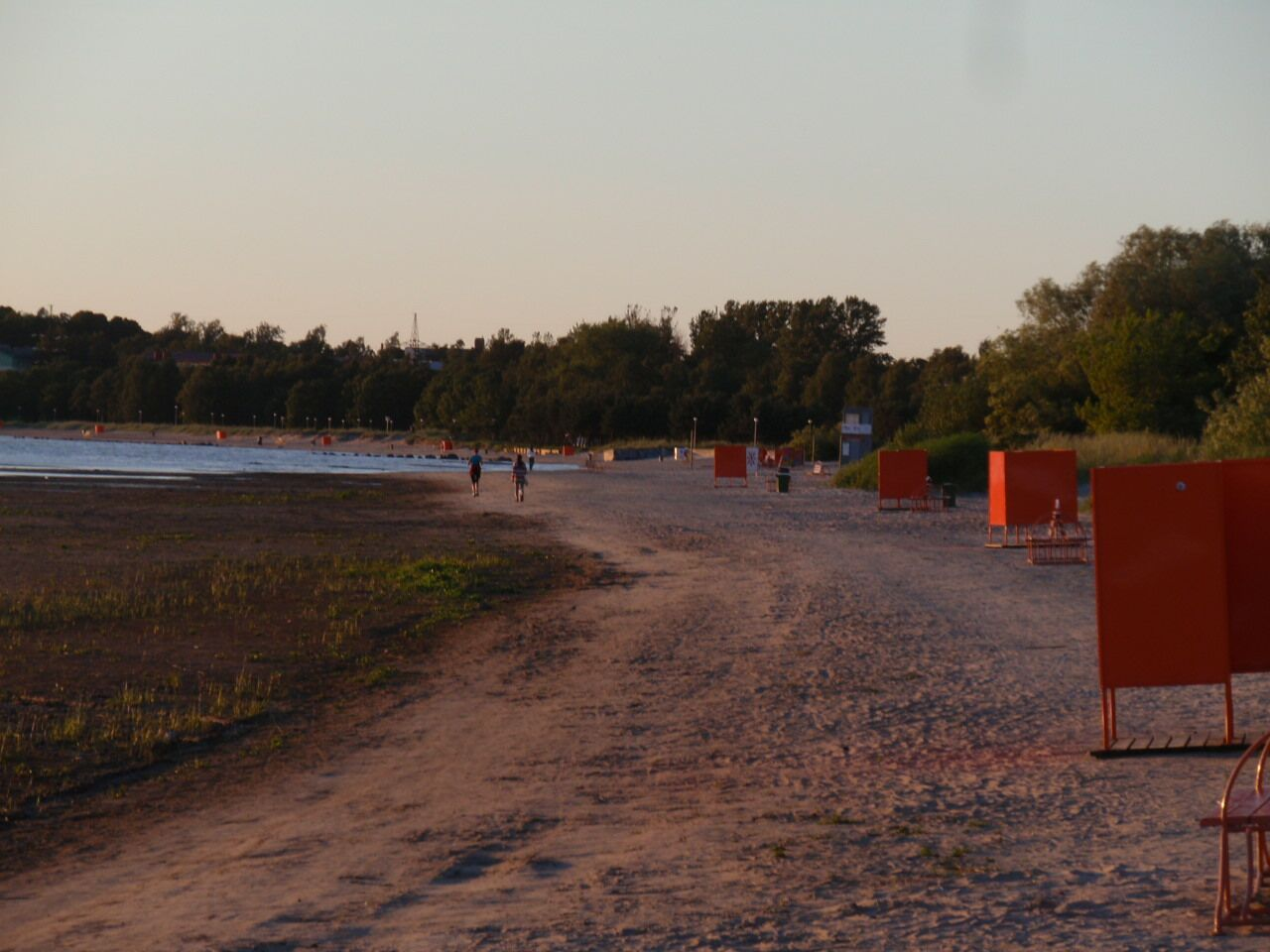
Пляж Строомі
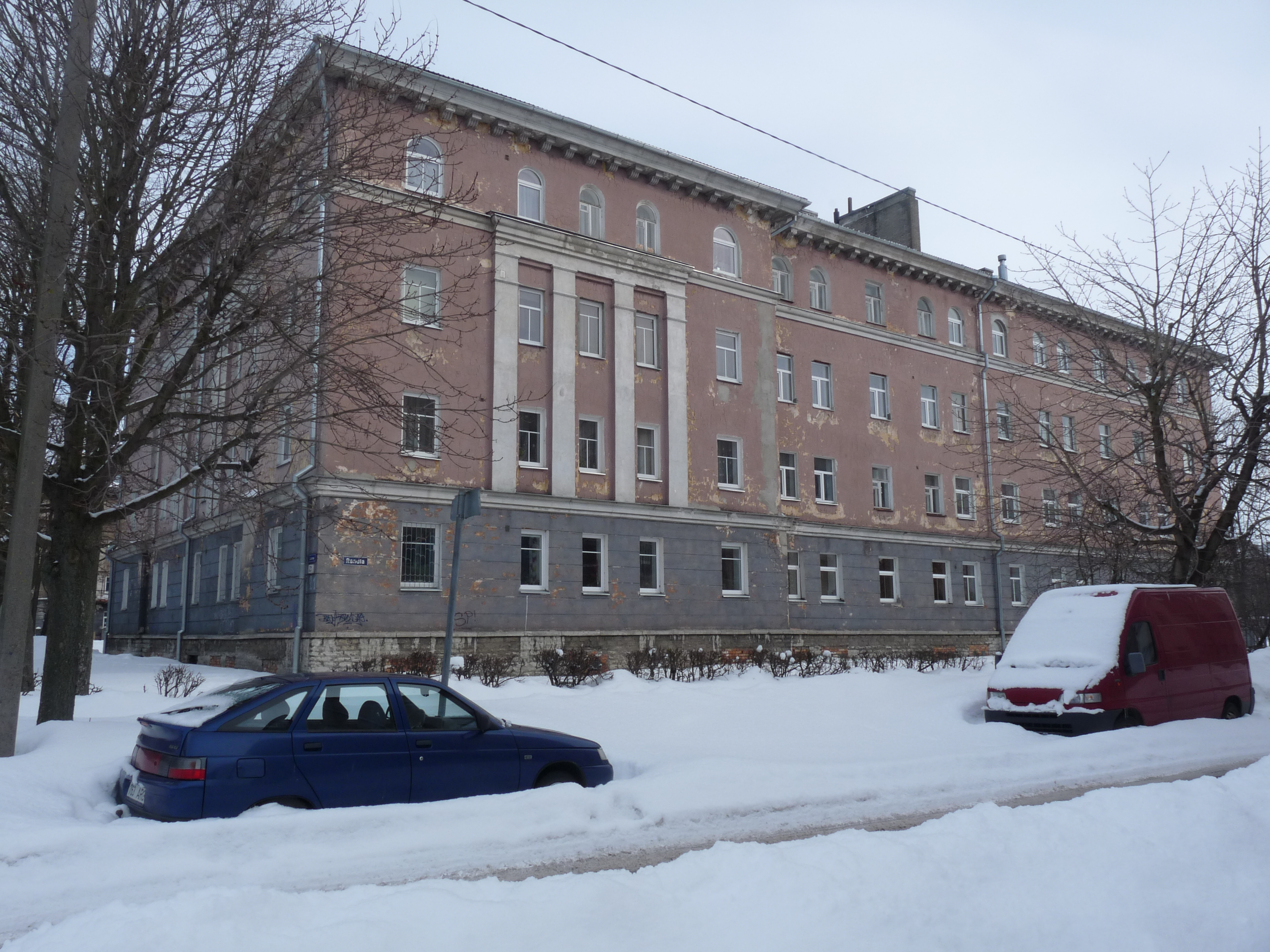
Типова «сталінка» у Пельгурані.